# 窓泉寺 (掛川市)
窓泉寺（そうせんじ）は静岡県掛川市にある仏教寺院。

## 由緒
当寺は横須賀城初代城主、大須賀康高が亡き室（妻）の菩提を弔うため、天正7年に建立した。亡室の法名が高桂院殿清心窓泉大姉であったので窓泉を寺号に定めた。開山は茂嶽和尚である。和尚は康高の実の叔父に当たる。寺を建立する前は、山崎の清ヶ谷（せいがや）に小さな庵を建てて居住していたという。康高は寺建立後も亡妻のために追善の湯茶会を催し、また境内は勿論、門前及び周囲の山林など寄付した。その後、城主は代々黒印をこの寺に賜る。本多利長（12代）の時、大須賀出羽守が黒印を紀伊大納言の墨付をもとに徳川家光の朱印に改め、これより徳川代々家茂までの朱印9通を残している。開山茂嶽和尚より6代繁山和尚迄に建立した末寺は、八ヶ寺を数えた。文化8年9月5日の夜、開山以来の本堂その他の堂宇を焼失した。その後天保4年、15代大底和尚の時再建し、今に至っている。現在住職野々垣黙成まで18代約400年を経過する寺である。

## アクセス
秋葉バスサービス秋葉中遠線「新横須賀」停留所から徒歩約5分。（JR東海道線袋井駅から横須賀車庫前行または大東支所行バスで約20分。）